# O'Day (cráter)

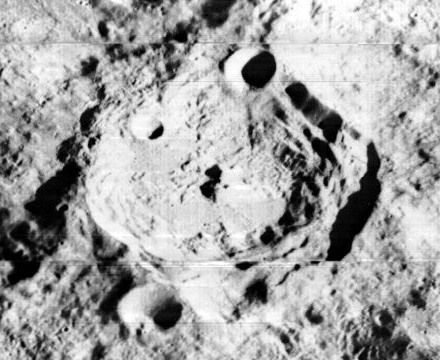
Otra imagen de la misión Lunar Orbiter 2

O'Day es un prominente cráter de impacto perteneciente a la cara oculta de la Luna. El borde del noroeste ha sufrido la intrusión del Mare Ingenii, por lo que el brocal es más bajo en ese lado. Al noroeste se halla el par de cráteres formado por Holetschek y Sierpinski. Al suroeste de O'Day se encuentra el cráter Seidel. Se nombra en honor del físico estadounidense Marcus O'Day.
|  |

El borde del cráter sigue siendo afilado, con una pared interna aterrazada, especialmente en la mitad noroeste del mar lunar. Un pequeño cráter atraviesa el borde sur, con otro impacto de tamaño reducido bajo el borde, entre el cráter y el mare. El suelo es áspero e irregular, con un doble pico en el punto medio.
Debido a sus prominentes rayos, O'Day se asigna como parte del Período Copernicano.

## Cráteres satélite
Por convención estos elementos son identificados en los mapas lunares poniendo la letra en el lado del punto medio del cráter que está más cercano a O'Day.
|       | \| O'Day \| Coordenadas \| Diámetro \| \| ----- \| ------------------------------- \| -------- \| \| B \| 29°06′S 158°00′E / -29.1, 158.0 \| 16 km \| \| M \| 31°42′S 157°06′E / -31.7, 157.1 \| 16 km \| \| T \| 30°24′S 154°24′E / -30.4, 154.4 \| 24 km \| |          |
| O'Day | Coordenadas | Diámetro |
| B     | 29°06′S 158°00′E / -29.1, 158.0 | 16 km    |
| M     | 31°42′S 157°06′E / -31.7, 157.1 | 16 km    |
| T     | 30°24′S 154°24′E / -30.4, 154.4 | 24 km    |